# Мама Кілья
Мама Кілья (кечуа mama killa — «Мати Місяць»; іспанізована вимова Mama Quilla) — лунарна богиня в пантеоні народів Інкської імперії (кечуа, кічуа, кальчаки та ін.). Богиня часу, покровителька одружених жінок. Творчиня та хранителька інкського календаря. Захищала жінок у шлюбі від шкоди і обману.
Її символом був золотий або срібний диск з викарбуваним жіночим обличчям. 